# Liste der Baudenkmäler in Obermichelbach
Auf dieser Seite sind die Baudenkmäler in der mittelfränkischen Gemeinde Obermichelbach zusammengestellt. Diese Tabelle ist eine Teilliste der Liste der Baudenkmäler in Bayern. Grundlage ist die Bayerische Denkmalliste, die auf Basis des Bayerischen Denkmalschutzgesetzes vom 1. Oktober 1973 erstmals erstellt wurde und seither durch das Bayerische Landesamt für Denkmalpflege geführt wird. Die folgenden Angaben ersetzen nicht die rechtsverbindliche Auskunft der Denkmalschutzbehörde.
 Diese Liste gibt den Fortschreibungsstand vom 19. August 2014 wieder und enthält 3 Baudenkmäler.

## Baudenkmäler nach Ortsteilen

### Obermichelbach
| Lage                          | Objekt                                           | Beschreibung | Akten-Nr.    | Bild           |
| ----------------------------- | ------------------------------------------------ | --- | ------------ | -------------- |
| Burgstallstraße 8 (Standort)  | Wohnhaus                                         | Zweigeschossiger langgestreckter Putzbau mit Satteldach und Korbbogenportal, spätes 18. Jahrhundert                                                                       | D-5-73-123-1 | BW             |
| Burgstallstraße 10 (Standort) | Ehemaliges Schulhaus                             | Zweigeschossiger Sandsteinquaderbau mit Satteldach und Gurtgesims, bezeichnet „1840“                                                                                      | D-5-73-123-2 | BW             |
| Burgstallstraße 12 (Standort) | Evangelisch-lutherische Pfarrkirche Heilig Geist | Chorturmkirche, verputzter Sandsteinquaderbau mit Satteldach, Langhaus mit Holztonne, Turm mit Zeltdach 15. Jahrhundert, Langhaus 1660–68, im Kern älter; mit Ausstattung | D-5-73-123-3 | weitere Bilder |
| Burgstallstraße 12 (Standort) | Kirchhofbefestigung                              | Sandsteinquadermauer aus Hau- und Werksteinen, spätmittelalterlich | D-5-73-123-3 | BW             |